# Chapelle Saint-Tugen
La chapelle Saint-Tugen est située à Saint-Tugen en Primelin, commune du pays du Cap Sizun, canton de Pont-Croix (Finistère, France). Il s'agit d'une chapelle des XVIe et XVIIe siècles.

## Hagiographie

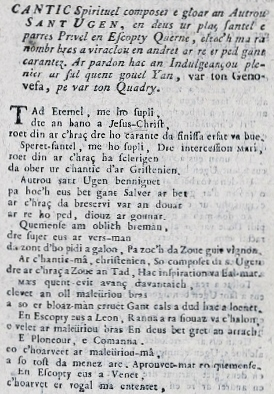
Cantique (en langue bretonne) en l'honneur de saint Tugen dont le texte a été recueilli par François-Marie Luzel.

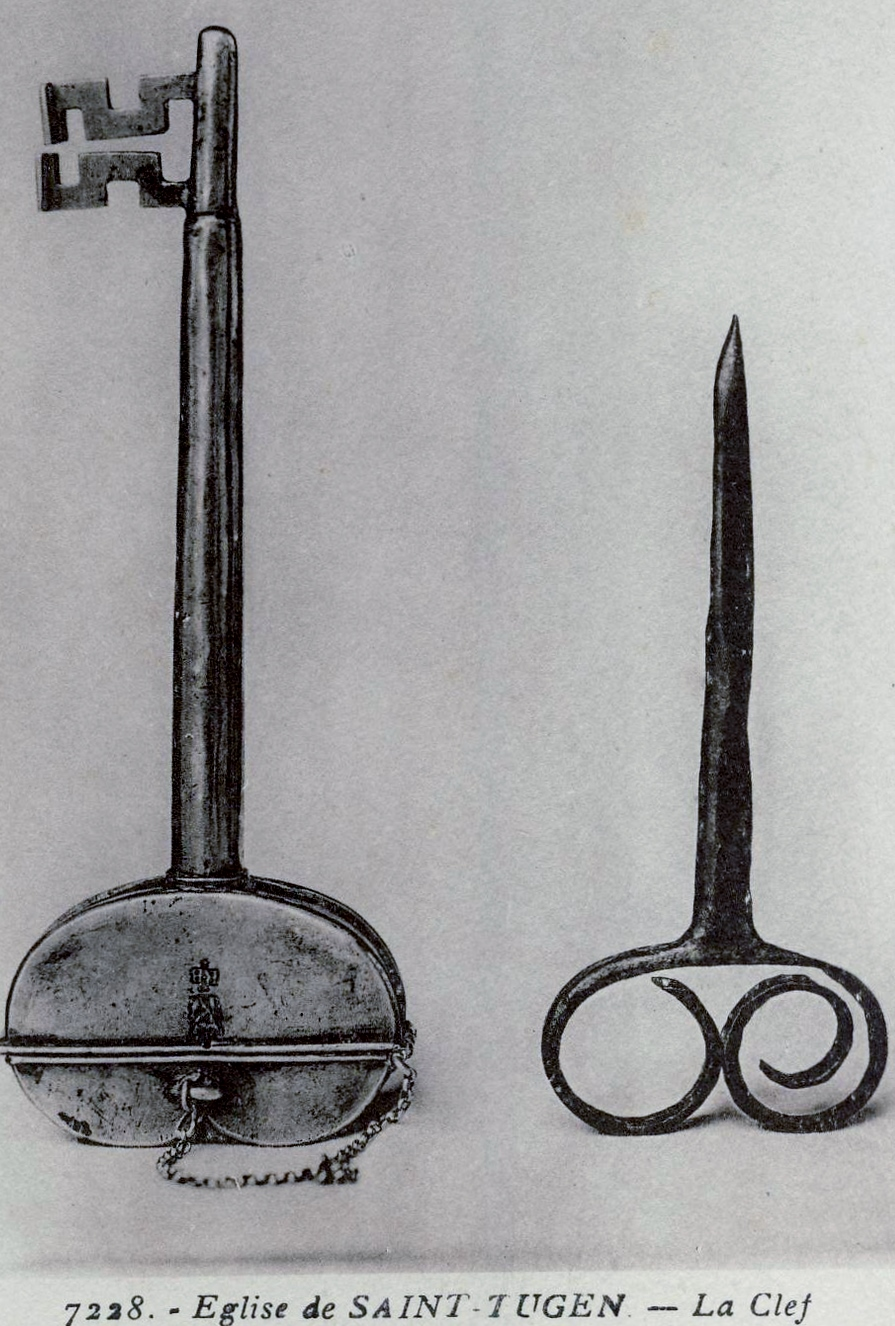
La clef de Saint-Tugen.

Saint Tugen ou Tujan, a vécu au Ve siècle. Il fut recteur de la paroisse de Brasparts, dont il est le patron, et devint le deuxième abbé de Daoulas. Il est ainsi représenté en abbé mitré tenant la crosse abbatiale.
N’ayant pu sauvegarder la pureté de sa sœur qu'il avait vouée à Dieu, il s’écria « mieux vaut commander une bande de chiens enragés que garder une seule femme ». Dès lors, il fut l’intercesseur contre la rage. Il est représenté avec la clef de saint Pierre, que les papes envoyaient comme relique aux personnages qu’ils voulaient honorer. Celles-ci étaient capables de guérir des maladies ou des paralysies par apposition. La tradition locale l’a associée au pouvoir du saint d‘écarter ou de guérir de la rage. Par extension, le péril de la rage ayant disparu, on l’invoque contre les rages de dents.

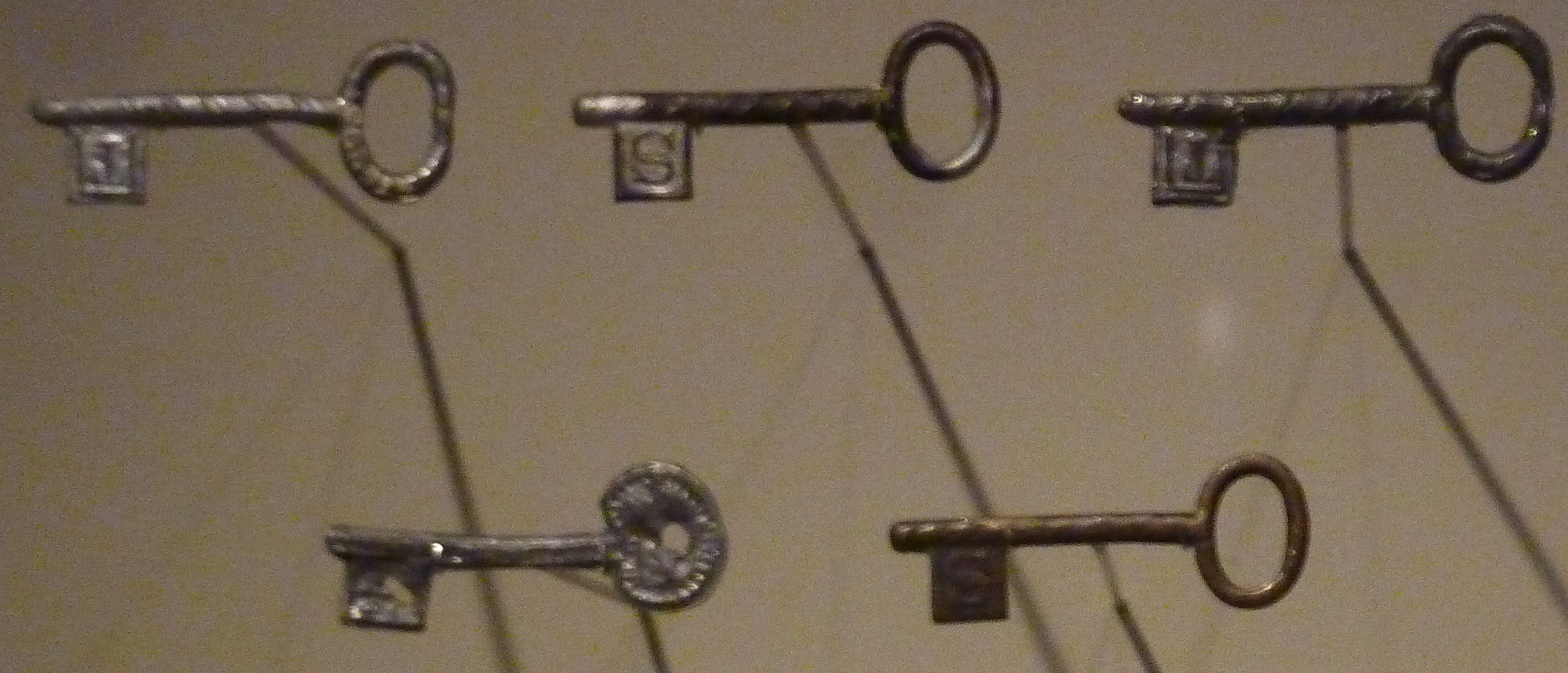
Clefs de Saint-Tugen (souvenir de pèlerinage censé protéger contre la rage).

## Le sanctuaire
Destination d'un pardon réputé, on venait de toute la Cornouaille, du Trégor ou du Vannetais par milliers pour invoquer le saint et se munir des petites clefs apotropaïques contre la rage que l’on fabriquait en plomb et qui étaient bénites à cette occasion. Elles étaient vendues lors du pardon de Saint-Tugen le troisième dimanche de juin.
Le jour du pardon, on piquait avec une clef en fer pointue, que la légende attribue à saint Tugen, une énorme quantité de pains , lesquels ne peuvent moisir et qu'un seul morceau de ce pain, jeté à un chien présumé enragé le met en fuite...Ces pains avaient aussi  la réputation de protéger contre la rage ceux qui en mangeaient. Henri Gaidoz indique  que «Les habitants de Primelin sont désignés sous le nom de paotred en c'halouez ("les garçons de la clef") parce qu'en mémoire de saint Tujean [Tugen], ils portent une petite croix brodée sur leurs habits».
Un article publié en 1909 décrit en détail la chapelle Saint-Tugen et déplore qu'elle soit alors « mal entretenue, faute de ressources suffisantes [et] dans un état déplorable (...), les toitures menacent de s'effondrer ». Le journal La Dépêche de Brest et de l'Ouest du 2 juin 1909 écrit que « malheureusement la toiture menace de s'effondrer et un trou béant qui s'est ouvert en face de l'entrée représente un grand danger. Le recteur de la paroisse voulant préserver ce bijou artistique a fait commencer les travaux de restauration les plus urgents. On est venu à son aide, mais on n'a pas encre réuni les fonds nécessaires »

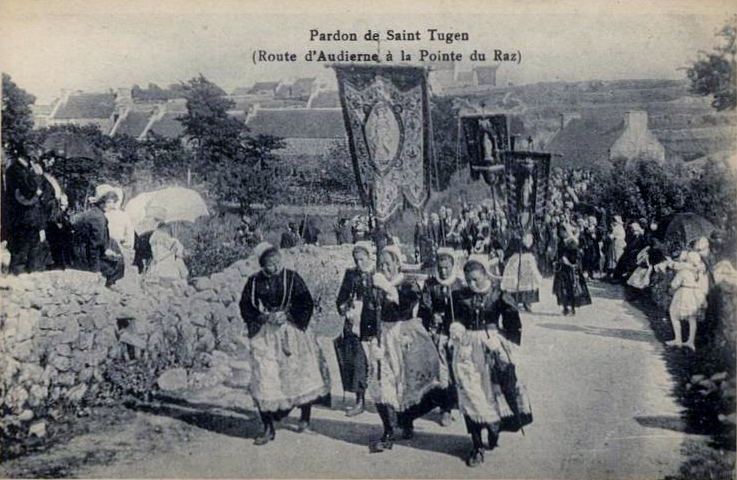
Le pardon de Saint-Tugen vers 1920 (carte postale).
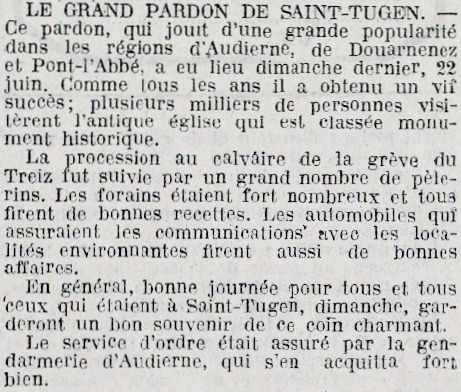
Le Grand pardon de Saint-Tugen décrit en 1924 (journal La Dépêche de Brest et de l'Ouest).
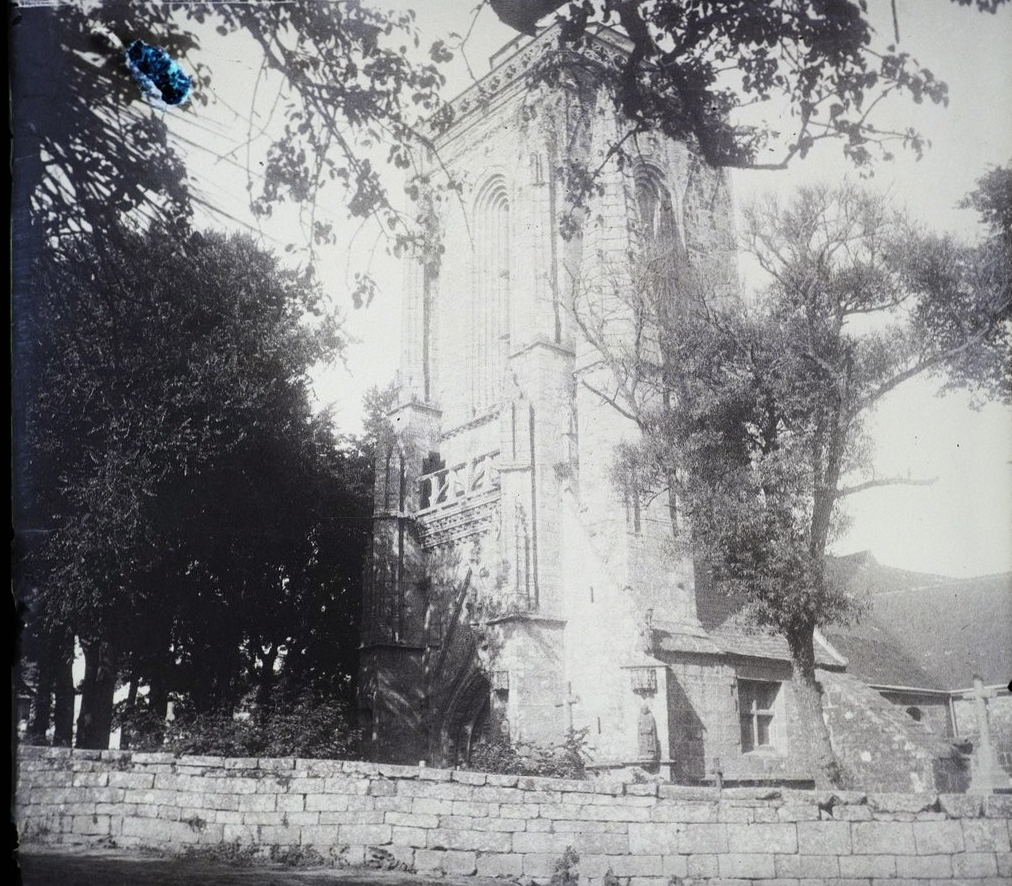
La chapelle Saint-Tugen (photographie datée de 1929).
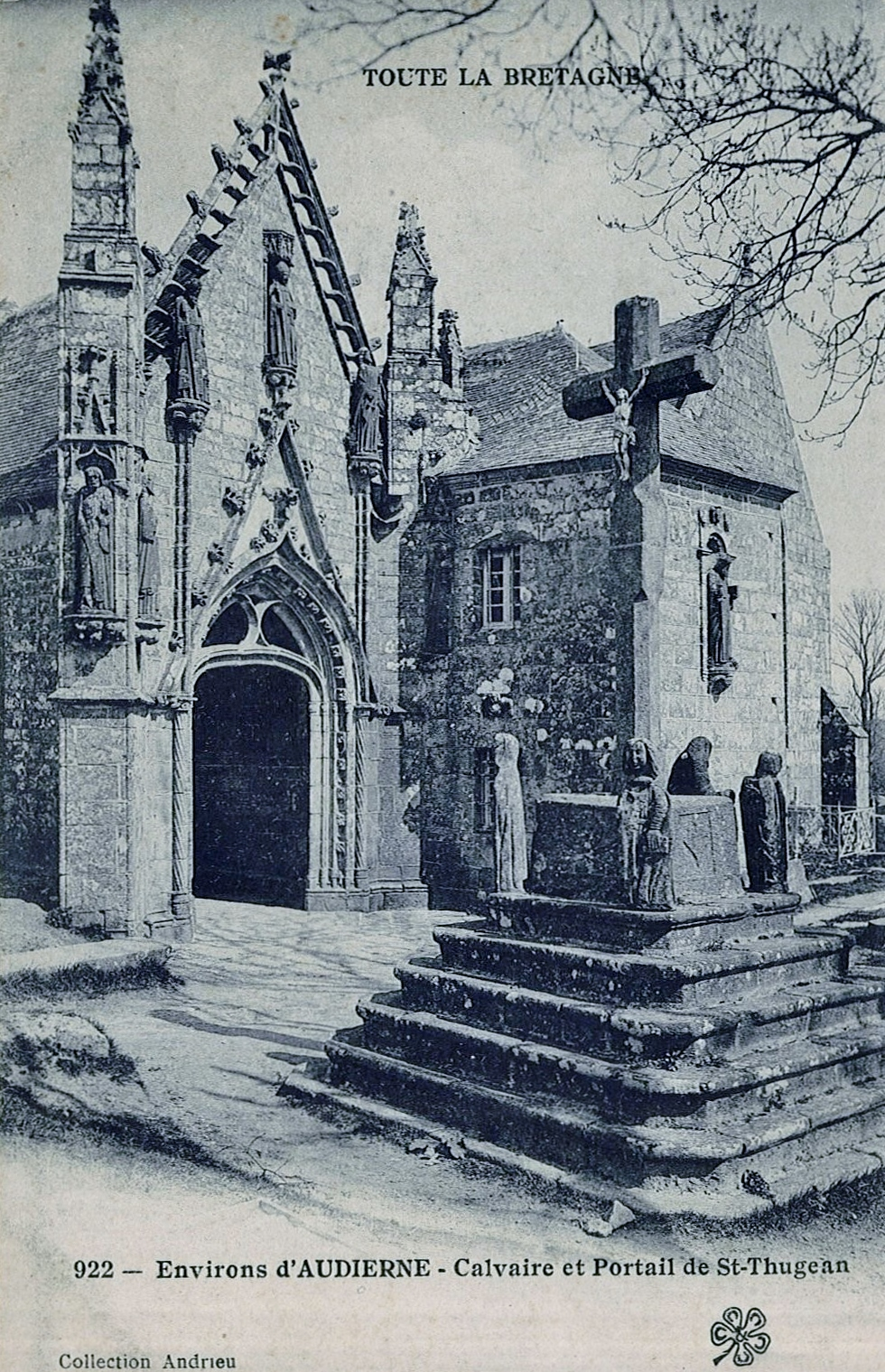
La chapelle Saint-Tugen et son calvaire (carte postale, vers 1930).

Comme autrefois, mais avec moins de ferveur peut-être, car devenu au cours du XXe siècle un événement de plus en plus touristique, la chapelle attire encore de nombreux fidèles venus implorer au grand pardon de juin le saint intercesseur pour obtenir l’indulgences plénière de leurs fautes ou une guérison. Il y eut jusqu'à sept pardons par an jusqu'au XIXe siècle.

## L'enclos
On accède à l’intérieur de l’enclos par cinq échaliers et par une porte triomphale de type ogival sur le côté sud. Elle est composée d’un arc brisé doublé d’un arc en accolade à choux frisés. Un Christ aux liens la surmonte et deux pinacles l’encadrent qui s’amortissent sur des culots sculptés de figures.
Une autre porte plus simple en anse de panier et échalier ouvre l’enclos à l’ouest.
Le calvaire fut détruit vers 1794. Il en reste le socle et quelques sculptures réemployées au pied de la croix du nouveau calvaire. Il est situé au sud du placître et s‘appuie sur six degrés quadrangulaires aux angles arrondis. Le socle carré porte des bas-reliefs: une tête de mort et deux tibias, un cœur avec une flamme et une inscription, M : PRIOL. F 1821 qui date la conception du nouveau calvaire. Un court fût octogonal se termine par une croix simple et un Christ en métal.
Cinq statues, dont certaines sont gémellées, sont placées sur la plus haute marche: on reconnait un saint Tugen ou un saint Pierre avec une clef, Marie-Madeleine avec son vase à parfum, gémellée à un autre personnage sans tête, une sculpture non identifiée et, au centre, du côté est, une Vierge de pitié,.
Jusqu'en 1862, date où il est démoli, l'enclos possédait un ossuaire.

## La construction
C’est une massive construction de 29 mètres de long sur 28 de large. Blottie dans un vaste enclos en contrebas des routes longeant le mur de clôture, et malgré ses dimensions, la chapelle ne s’impose pas.
La première mention de l’existence d’une chapelle de saint Tujan remonte à 1118. Grande chapelle tréviale, elle est le chef-lieu d’un territoire plus vaste que le reste de la commune de Primelin. « Pour faciliter la tâche du clergé, les grandes paroisses rurales ont été découpées en trèves. […] L’existence des trèves reste liée à l'habitat dispersé, et les raisons invoquées pour leur création relèvent de deux ordres : la distance de l'église paroissiale et la précarité des chemins en hiver, période au cours de laquelle les villages se trouvaient fréquemment coupés du bourg ». Dans un acte de 1418 il est rappelé l'ancienneté de Saint-Tugen comme trève de Primelin. Ce statut fut confirmé à plusieurs reprises entre 1437 et 1530. De la trève de Saint-Tugen dépendaient quatre manoirs, quinze villages, une chapelle disparue en 1672 dédiée à saint Toc'hou. La chapelle était desservie par cinq chapelains et avait son propre prédicateur de carême. La trève fut supprimée en 1785,,.

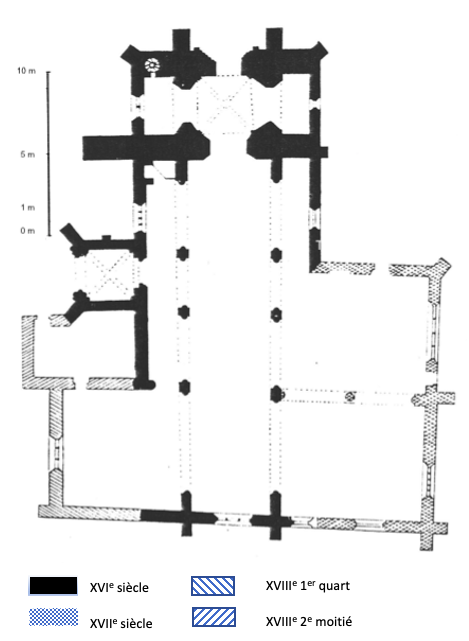
Plan n°1 : Les différentes périodes de construction de la chapelle

La construction commencée par René du Menez, seigneur de Lézurec et sa femme Marie du Faou, s'étale de 1535 à 1773. Le plan initial à trois vaisseaux et chevet plat, va recevoir au cours des siècles des agrandissements : la tour érigée de 1579 à 1581, le transept nord-ouest, la double arcade et la chapelle nord ajoutés en 1611 par Alain du Menez, puis la sacristie de 1720 à 1721 et pour finir le transept remanié entre 1749 et 1773.
Les XVIe siècle et XVIIe siècle furent à Primelin une époque de grande prospérité où l’industrie des pêcheries, des sécheries et de la navigation fut florissante. Celle-ci influença l'architecture religieuse dont un élément emblématique est encore visible sur les murs extérieurs de la chapelle Saint-Tugen : les « vaisseaux de pierre ». Ces bas-reliefs représentant des bateaux de pêche ont été, selon Daniel Bernard , sculptés par les marins eux-mêmes « pour bien marquer la part qui leur revenait dans ces bâtisses élevées de leurs deniers ».
La chapelle est reconnue comme Monument historique en 1909, le placître et sa porte triomphale en 1963.

### La tour
Le portail occidental est dominé par les 28 mètres d’une tour carrée (6,50 mètres de côté) faisant office de clocher. Elle est conçue sur un modèle simplifié des tours de la cathédrale de Quimper et s’apparente à celles d’autres chapelles qui ont exploité le même vocabulaire architectural : baies étroites et allongées, fausses arcatures à mitre et ornements flamboyants. On le retrouve entre autres sur les tours de Locronan, Pont-Croix, Le Folgoët, Saint-Herbot ou Ploare-en-Douarnenez,,.
Les profondes embrasures des quatre baies, consolidées par deux traverses, sont composées de sept colonnettes et de six arcatures en plein cintre à chapiteaux et bases prismatiques, finissant par une archivolte en accolade. Au sommet, autour des baies, se succèdent de fausses arcades à fausse mitre, avec fleurons et crochets. Au-dessus, une corniche à modillons et un bandeau à motifs flamboyants fait la transition avec la corniche et ses huit gargouilles, recevant la terrasse entourée d’une balustrade de cercles quadrilobés.
La tour est flanquée de deux tourelles. La plus grande au sud, de forme octogonale sur une base carrée est couverte d’une flèche ornée de crochets qui s’élève jusqu'à la galerie supérieure. L'escalier qu'elle renferme conduit à une galerie à balustrade flamboyante, ajourée de mouchettes, reliant les deux contreforts au-dessus du portail. La galerie rejoint l'escalier à vis aménagé dans la seconde tourelle circulaire à l’angle nord-ouest, permettant l’accès à la plateforme supérieure. Trois gargouilles sortent sous la balustrade.
Elle porte au sommet de la tourelle nord-ouest les dates et inscriptions : 1581 et X : C. 1579.
La flèche centrale prévue ne fut jamais exécutée mais celle de l’église de Ploaré à Douarnenez donne une bonne idée de ce qu’elle aurait pu être.

### Le portail occidental
Au portail occidental (1) (les chiffres et les lettres placés entre parenthèses renvoient au plan situé en fin du texte), nous retrouvons l’influence quimpéroise. La porte est en anse de panier encadrée de voussures se finissant par une accolade au profil très aigu. Elle est surmontée d’un gable orné de choux frisés et d'un fleuron effleurant les trois corniches à modillons superposées en encorbellement qui soutiennent la galerie. Ses rampants coupent en partie basse les fins pinacles d’encadrement de la porte et retombent sur des culots sculptés d’un anges et d’un homme en chapeau tenant chacun un phylactère. Sur l'un il est inscrit AVE MARIA et sur l’autre PAX VOBIS.
Le portail est encadré de quatre contreforts angulaires à trois ressauts marqués par des pinacles à crochet de type quimpérois qui montent jusqu’au sommet de la tour. À leur base, quatre niches à dais constituées de trois gables garnis de crochets et de fleurons, cantonnés de pinacles, reçoivent les sculptures des quatre évangélistes, (a) à (d).

### Le porche méridional
C’est une construction monumentale (2) dont l’arête à crochets du pignon est raccordée au fronton par des sortes de flammes (succession de mouchettes) dessinant une véritable dentelle de pierre.
L’archivolte de la porte en anse de panier est un remplage ajouré en mouchettes soutenu par quatre colonnettes. Il est surmonté d’une accolade et d’un gable aux arêtes décorées de crochets en feuilles de choux frisés, qui traversent les bases des fines colonnes retombant sur des colonnes torsadées et supportant deux statuts d’apôtres.
Au somment du gable, saint Tugen sous un dais tient le bâton pastoral et sa clef (e).
Deux contreforts sommés de pinacles fleuronnés encadrent l'entrée du porche. Ils sont garnis de niches surmontées de façon très caractéristique ici d’une accolade, d’un gable et de pinacles reproduisant en miniature le décor des portails. René Couffon les relie à celles de Saint-Théleau de Plogonnec (1544), de l'église de Ploaré (1548), de Notre-Dame de Pitié de Treguennec, de l'église de Plouhinec (vers 1550) et de la Trinité de Plozévet (1566),.
Le porche est constitué d’une seule travée en voûte d'ogive octopartite, se finissant par une clef constituée de deux personnages en buste présentant un blason.
Une inscription est gravée sur l'imposte de la porte : ESTIENE : ANSQVER : FA : LAN : 1663. Étienne : Ansquer : Fabricien : l’an : 1663, (plusieurs patronymes ANSQUER sont attestés à Plimelin mais avec d’autres prénoms qu’Étienne).

## La statuaire extérieure
Plusieurs statues en kersantite sont dans le style du Maître de Plougastel, actif entre 1750 et 1621 en Léon et en Cornouaille. Ces œuvres se caractérisent par des traits récurrents que nous retrouvons dans les sculptures de la chapelle de Saint-Tugen : « visage rond, ferme, sévère avec des barbes régulières et soigneusement peignées. Les épaules sont étroites et basses. Les plis des vêtements sont très structurés avec toujours les mêmes formes : plats, à festons et ronds ».
À l'extérieur, nous retrouvons de ce maître sculpteur, sur la face occidentale, les quatre évangélistes sous les dais des niches ménagées dans les murs des contreforts. Les têtes des apôtres Mathieu, Marc et Luc ont été restituées par Nathalie Tran de l’atelier Le Floc'h en 1996 en s’inspirant des sculptures du calvaire de Plougastel-Daoulas. Ils ont chacun une main posée sur un pupitre et l’autre écrivant.
On reconnait Mathieu (a) (contrefort gauche) identifiable par son tétramorphe : l’homme debout tenant le Livre sur sa tête comme un télamon devant l'apôtre. Jean l'Évangéliste, (d) (contrefort droit), imberbe avec à ses pieds un oiseau représentant l'aigle et au centre Marc avec le lion (b) et Luc dont il ne reste que les pattes avant du taureau(c). Au-dessus de Jean, à la base du rampant, sont représentées une bête héraldique et Marie-Madeleine munie de son vase à parfum.
Sur la face méridionale, cinq apôtres sont présents à l’extérieur et six à l’intérieur du porche. Décapités sous la Révolution, ils ont retrouvé leurs têtes en 1852.
Trois d’entre eux occupent les contreforts latéraux du portail, placés sur les consoles décorées de masques et d'animaux chimériques.
À gauche, Barthélemy (h) et son couteau (un monstre tricéphale occupe la console) et un apôtre non identifié (i) qui pourrait être Philippe tenant une croix dans l'hypothèse où Thomas se placerait sous le porche sud tenant un morceau de son équerre brisé ; à droite Jean (j), imberbe comme il se doit, tenant la coupe d’où sort une tête de serpent. Dans la Légende dorée, Jacques de Voragine (1228-1298) raconte que pour prouver la supériorité du christianisme sur les croyances païennes Jean boit une coupe de poison qui, par la grâce de Dieu, n’eut aucun effet sur lui. Le poison est matérialisé par un serpent ou un démon sortant de la coupe. L’atelier de Le Floc'h à compléter la sculpture en refaisant la tête en 1996.
Encadrant saint Tugen (e) sur le gable surplombant le portail méridional, se tiennent deux autres apôtres habillés en évêque, portant aube, rochet, dalmatique et mors de chape décoré d’un losange : à gauche Mathias avec une hallebarde (f) et à droite Mathieu, ancien collecteur d’impôts, est représenté tenant une balance (g).
La statue de Jude a quitté sa place d’origine sur le contrefort du portail méridional, pour occuper le mur sud de la sacristie quand celle-ci fut édifiée en 1720 (k). Jude porte d’une main une épée et de l’autre le Livre. Il est placé sous une arcade en plein cintre classique surmontée de trois visages et la console est un ange aux ailes déployées.
Sous le porche, côté est (2), sous des dais richement ornés, on reconnaît trois apôtres. De gauche à droite, identifiés par leurs attributs : Pierre et la clef, André et la croix du même nom et Jacques le Majeur par les coquilles sur la sangle de sa besace, le bourdon et son large chapeau. Au côté ouest, de gauche à droite, un apôtres dont l’attribut est brisé (peut être Thomas ?), Simon avec sa scie et Jacques le Mineur avec le battoir de foulon, vêtus tous deux d’une ample tunique resserrée à la taille et munis d’un livre ouvert.
Toutes les figures présentent un phylactère maintenant muet.
Au fond du porche une porte à trois voussures en anse de panier surmontée d’un arc en accolade donne accès à la chapelle. Au-dessus, les statues du Christ sauveur, de sainte Anne enseignante et de la vierge à l’enfant, toutes trois du même sculpteur, reposent sur une frise de têtes d’animaux chimériques .

## Agencement intérieur
Au rez-de-chaussée de la tour, deux pièces accostent le porche latéralement. Sur le linteau de l'une d'elles, nous pouvons lire la date de 1593. Il pourrait s’agir de la première « secraiterie » ou chambre du trésor, avant qu'elle ne soit réservée, sous la protection de saint Tugen, à recueillir les « enragés » dans l’attente de leur trépas , On peut lire : H : C : R :, soit « Henri : Capiten : Recteur : 1595 ». En dessous est inscrit : M : SISOV : 1593.
Une seconde porte donne accès à l'escalier de la tour de l’angle sud (4).
La nef est composée de quatre travées délimitées par des arcades en ogive aux largeurs inégales et soutenues par des colonnes dans lesquels viennent se fondre les arcs à pénétration des arcades. Les deux arcades de 1611, transversales à la nef, édifiées lors de l'agrandissement de l'aile nord, sont en plein-cintre avec de volumineuses clefs en console. Elles reposent sur de courtes colonnes ioniques montées sur des bases rectangulaires à corniches saillantes. Les chapiteaux sont décorés de volutes. Le plafond de la nef est une voûte ogivale en bois, ornée de culots en pendentifs au pied des poinçons et des jambettes de la charpente, représentant de petits personnages. À la base de la voûte les sablières sont sculptées de personnages, dont certains tiennent des armoiries, de visages, d'une scène de pêche, de grotesques, d'animaux (dragons et lions), de volutes et de rinceaux. Dans la nef, elles sont ponctuées de blochets et d’engoulants crachant de leur gueule les entraits de la charpente.
Au premier entrait du chœur est fixée une poulie. Jusqu'au XVIe siècle la réserve d’hosties était suspendue dans une pyxide au-dessus de l'autel.
Le chœur (5) est éclairé par une verrière en verre blanc (6), composée de trois lancettes en plein cintre surmontées d’un réseau flamboyant. Jusqu'au XVIIe siècle le chœur était fermé par un jubé dont il reste des vestiges dans la sacristie.
Dans le sol du chœur, entre les stalles, se trouve une dalle funéraire en ardoise des seigneurs de Leuzerec.

### Les fonts baptismaux
À l’angle sud-ouest dans le bas-côté est placé le baptistère monumental. Une cloison à fond rouge décorée de rinceaux et de deux médaillons peints entre 1679 et 1705 représentant l’un, un mariage et l’autre, un baptême (8), s’élève jusqu'à la voûte[1]. Ces deux sacrements ont en réponse à l’intérieur du baptistère sur la voute, deux autres sacrements, la confession (9) et la confirmation (10) où est inscrit dans le tableau : Mre : IAN PERENNS : R / HERVE PLOINEC : F : LAN : 1679. (Messire : Jean Pérennès : Recteur / Hervé Ploinec : fabricien : l'an : 1679).
Ces deux tableaux sont accompagnés du baptême du Christ par saint Jean Baptiste avec l'inscription en dessous : MRE I. GLOAGUEN CRE DE PRIMELEN EN 1705 / BAPTISE CET ENFT NAY DEPUIS UN MOMENT. (Messire I. Gloaguen curé de Primelin en 1705 / Baptise cet enfant né depuis un moment).
Une clôture de gros balustres en bois ajoure la partie médiane. Une inscription date la construction de 1705 :  F. EN. 1705. D. T. D. YVES : POVLHAZAN . Fqve (Fait. En. 1705. Du. Temps. De. Yves. Poulhasan . Fabrique).
Comme dans d’autres baptistères de Basse Bretagne, une cheminée (11) dans l’angle ouest complète l’ensemble.

### Le catafalque
Le catafalque est de 1642 (12). Il est posé sur des tréteaux à balustres avec un couvercle articulé en forme de toit à quatre pans en bâtière. La mort avec sa faux et un objet non identifié sont peints en rouge et blanc sur le couvercle. On peut lire sur l'un des cartouches :
Qui speculum cernis / Cur non mortalia spernis : Tali namque domo / Clauditur omnis homo. (À la vue de ce miroir / Pourquoi ne pas mépriser les choses périssables ? / Car c'est en telle demeure / Qu'est enfermé tout mortel).
Sur les petits côtés deux statues sont fixées sur des traverses qui coulissent chacune dans un balustre pour soutenir le couvercle sur leur tête une fois dépliées. Elles représentent Adam et Ève, bras étendus en croix, tenant dans leurs poings des bobèches pour recevoir des cierges. Les cierges et les bras en croix, représenteraient le Christ (la lumière), la Passion et sa Résurrection (la croix) par lesquelles la Rédemption arrive.

### La chaire à prêcher
En chêne, la chaire à prêcher est datée de 1766 et est surmontée d’un ange sonnant de la trompette qui évoque celle du prophète Isaïe : « Criez sans cesse, faites retentir votre voix comme une trompette » (Ch. 58, 1) ou « la dernière trompette » de saint Paul, celle de la résurrection qui fera « sortir tous les morts de leurs tombeaux » (1. Corinth. XV). En sa main gauche il tient une palme, symbole de la victoire sur le mal. En face, sur le mur du collatéral un grand crucifix est placé en réponse à l'Ange de l'Apocalypse.

### Les litres funéraires
Les litres funéraires peintes autour de la nef était un droit honorifique qui marquait la prééminence d'une famille noble sur un édifice religieux lors des funérailles ,,. En tant que fondateur, la famille du Menez était seigneur prééminencier de la chapelle et bénéficiait des droits qui y étaient associés.
À Saint-Tugen, deux litres sont visibles (13). La première, sur fond jaune, porte les armoiries du seigneur du Ménez. Le seconde par-dessus, fut peinte à l’occasion du décès de son petit-fils, René du Ménez, au XVIIIe siècle. Au nord est conservée la tête de litre présentant les armes mi-partie du Ménez et de Brézal entouré du collier de l'Ordre de Saint-Michel alors qu'au sud figurent celles du Ménez et Dourdu et de leurs familles alliées (voir ci-dessous, le paragraphe « Armoiries »). Il reste peu de litres visibles dans les églises, car elles devaient être détruites ou recouvertes d'un badigeon un an après les obsèques, aussi leur préservation reste exceptionnelle. À Saint-Tugen elles masquent en partie des peintures plus anciennes dont on peut voir encore au sud l'Agonie du Christ, le Baiser de Judas et au nord la Flagellation.

### Les armoiries
Pour marquer la prééminence de la famille du Ménez, de nombreuses armoiries parsèment la chapelle, frappées sur les pierres, inscrites aux frontons des retables, figurant aux pendentifs et aux clefs de la voûte, aux abouts des poinçons et sur la litre.

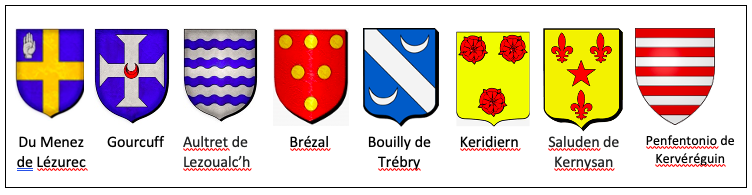

- Blasons des Menez de Lézurec : d'azur à la croix pleine d'or cantonnée au premier canton d'une main dextre d'argent (une main gauche en argent dans la partie supérieure gauche du blason)(au fronton du retable de sainte Barbe la croix ne présente qu'une branche car le blason est mi-partie avec celui des Bouilly).
- Gourcuff : d'azur à la croix pattée d’argent chargée en cœur d'un croissant de gueules. Alain du Ménez épouse Marguerite de Gourcuff en 1600.
- Aultret de Lezoualc'h : d'or à cinq trangles (déformation du mot tringle) ondées d’azur et d'argent à quatre fasces ondées d'azur (les trangles ou fasces, sur les blasons, sont des bandes horizontales. Quand elles sont ondées elles évoquent l'eau, rivières ou mers et renvoie à la devise des Autret : Dré ar mor (au-delà des mers). Yves Aultret épouse en 1618 Marie du Menez.
- Brézal : de gueule à six besants d'or ordonnés 3, 2 et 1. Yves du Ménez épouse Marguerite de Brézal en 1623.
- Bouilly de Trébry : d'azur à la barre d’argent accompagnée de deux croissants d’argent. Yves du Menez, chevalier de l’ordre de Saint Michel, épouse Marguerite du Bouilly en 1657.
- Keridiern : d’or à trois roses de gueules.
- Saluden de Kernysan : d’or à trois fleurs de lys de gueules, une étoile de même en abyme.
- Peunfentonio : burelé de dix pièces de gueules et d’argent (dix bandes alternativement rouges et argentées). René du Menez épouse Marie de Penfentonio vers 1683.

### Les retables
Un acte de 1626 mentionne la présence de neuf autels avant la destruction du jubé entraînée par les conclusions du concile de Trente. Il n'en reste aujourd’hui que quatre. Quatre retables architecturés d'époques différentes, à ailerons en volutes de feuilles d'acanthe, ornent le maître-autel et les autels secondaires.
- Dans le chœur, l'autel baroque et son retable sont érigés entre 1647 et 1786 (14). Ils se déploient sur quatre niveaux et accueille huit statues.

Au premier niveau et au centre, sur l'autel rectangulaire à trois panneaux et deux gradins, un baldaquin (ciborium) à quatre colonnes torses aux chapiteaux corinthiens, couvre un tabernacle très ouvragé en bois doré et peint, surmonté d’une crucifixion. Devant les deux niches délimitées par des colonnes torses aux chapiteaux corinthiens, se tiennent deux anges adorateurs à genoux sur des coussins. Les deux niches accueillent au nord la statue de saint Primel avec son bâton (il est le patron de la paroisse et est parfois confondu avec saint Fiacre et saint Vincent Ferrier, il a été aussi identifié comme saint Tohou ou Toc'hou et proviendrait de la chapelle de dévotion dédiée à ce saint et détruite dans les années 1670), et au sud celle de saint Jean l'Évangéliste avec le calice.
En pendant, au deuxième niveau sur des consoles, deux jeunes garçons portent des bouquets. Au-dessus, à gauche, saint Corentin et ses attributs (un poisson et une fontaine), et à droite une Vierge à l'Enfant. Chacune de ces figures est encadrée d’anges dans des positions différentes : à gauche ils se tiennent la tête dans leur main et à droite l’un paraît éploré et l’autre joyeux.
Les retours du retable sont occupés au nord d’un saint Michel Archange (XVIe siècle) (l) tenant la balance du jugement dernier et terrassant le dragon avec sa croix. Au sud, du premier quart du XVIIe siècle, saint Tugen en évêque ceint de la mitre, revêtu de la chape (grand manteau sans manches), du surplis et d’une robe talaire bleue descendant jusqu'au pied (m). Il tient le livre, la crosse et une clef. À ses pieds un jeune enfant en prière, aux joues gonflées et un chien enragé évoquent son pouvoir de guérir de la rage et par extension de la rage de dents.
- Au fond du transept nord (à gauche du chœur) le retable a été réalisé en 1649 pour la Confrérie du Rosaire (15). Il est encadré de colonnes torses décorées de pampres de vigne, les chapiteaux sont composites, et leurs piédestaux décorés de volutes et de médaillons bombés (miroirs). L'entablement est droit, orné de denticules, couronné d’un fronton circulaire dont le centre est occupé par un motif géométrique doré.

Le tableau naïf au centre est de 1846, avec inscription de la donatrice : MRE PRIOL DE KLAOUEN 1846 (Marie Priol de Kerlaouen). On y voit la scène classique de la remise du Rosaire : un chapelet par l'enfant à sainte Catherine de Sienne et par la Vierge à saint Dominique. Celui-ci est accompagné d’un chien tenant un flambeau dans sa gueule car, en latin, son nom faisait en jouant sur les mots Domini cane, les « chiens de Dieu », et que par son ardente prédication Dominique enflamma le monde.
Un cartouche figurait en haut du retable du rosaire, jusqu'avant la restauration en 1988. D'après un dessin figurant dans l’ouvrage du chanoine Pérennès c’était un « écusson timbré d’un casque de face, de gueule à deux fasces d’or » et dans la partie inférieure il y avait une tête d'ange. Cet écusson ne fait plus partie du retable et est maintenant accroché au mur de la chapelle.
- Le retable de sainte Barbe (16) est monté sur un ancien autel en pierre. Le retable est du début du XVIIe siècle réemployant une statue du XVIe siècle placée sous une arcade à mitre. La sainte tient une tour dans la main gauche et dans la main droite une palme aujourd'hui disparue. Le retable est dominé par un fronton cantonné de deux angelots, aux armes mi-partie du Ménez et de Bouilly entouré du collier de l’ordre de Saint-Michel. Guillaume de Bouilly, sieur des Porte, reçoit du sieur de la Hunauday, le collier de l’ordre de Saint-Michel lors de la réception et prestation de serment de chevalier le 23 mai 1588. Louis XIII concéda le même droit à son fils ainé. Yves du Menez, fils d’Alain du Ménez et de Marguerite de Gourcuff fut également chevalier de cet ordre[24].
- Le retable de la Vierge (17) (croisillon sud, mur est) fut édifié en 1694. Il s’étage sur trois niveaux. Au premier niveau la prédelle qui, sur deux registres, porte des rinceaux et des cartouches sur un fond rouge. De part et d’autre, côté gauche dans des médaillons dorés sur les piédestaux des colonnes et des ailerons, les figures de saint Yves et de sainte Madeleine ; au côté droit celles de saint Pierre, reconnaissable par ses clefs et le coq, et de sainte Thérèse d'Avila.

Au deuxième niveau, un portique formé d'un entablement classique (chapiteaux corinthiens et corniches à modillons) que portent deux colonnes torses garnies de sarments de vignes et de grappes de raisin que picorent des oiseaux, déterminent un espace occupé par d’opulentes gerbes de roses accrochées à des têtes d’ange et par une niche au pourtour fleuri. Elle encadre une statue de la Vierge heureuse couronnée par deux angelots et tenant en main droite un sceptre et sur le bras gauche l'Enfant Jésus portant un globe.
Au-dessus de l'entablement (troisième niveau), une autre niche à colonnettes torses abrite une Vierge de pitié (Vierge des Douleurs). En pendant, deux médaillons entourés de guirlandes représentant à droite le Christ et à gauche la Vierge. À la partie supérieure en fronton, domine un bas-relief de la Trinité : Dieu le Père en buste apparaît dans une nuée, la colombe planant au-dessus dans des raies de lumière.

### La statuaire d'applique
- Saint Corentin dans une niche polyédrique en forme de caveau à l'angle nord-ouest (n)
- Saint Nicolas (o) bénissant en habit d’évêque, chape rouge et verte, soutane violette et gants rouges, dans une niche au fronton circulaire. Peut-être quatrième quart du XVIIe siècle.
- Saint Christophe, XVIIe siècle, transept sud, angle nord portant l'Enfant Jésus sur ses épaules (p). Il est le viatique des voyageurs contre les dangers et les aléas du voyage.
- Saint Jean discalceat, (qui veut dire « Jean sans chaussure »), transept sud, angle sud-est (q). Moine franciscain breton du XIIIe ou XIVe siècle, invoqué en la cathédrale de Quimper sous le nom de Yann Divoutoù (Jean le Déchaussé) ou Santig Du (Petit Saint Noir) car il soignait les malades atteints de la peste noire, couleur que prenait la peau sous l’effet des hémorragies[25],[15]. On pense aussi à lui quand il s'agit de retrouver les objets perdus ou de ramener le beau temps.

### Les statues de procession
Quatre petites statues, faites entre le XVIIe et les XXe siècles, sont posées sur des hampes et accompagnent la procession lors du pardon. Angle nord-ouest deuxième quart du XVIIe siècle : saint Tugen (XVIIe), saint Primel et saint Théodore (XXe), saint Chrisante angle nord-ouest.

### Les ex-votos
Deux ex-voto de navires du XIXe siècle sont posés devant les autels secondaires.
- Un vaisseau de ligne dédié à saint Primel (début XIXe) (r).
- Le cuirassé Bayard dédié à saint Tugen (fin XXe) (s).

## L'orfèvrerie
Une vitrine sous la baie au nord expose six pièces d'orfèvrerie. Elles attestent de l’importance tréviale ou pèlerine ou des libéralités des paroissiens enrichis par le commerce maritime. La Révolution a dispersé ou refondu une partie du trésor qui comportait entre-autres, comme il est décrit dans un acte de 1626 : « deux croix d'argent pesant plus de quarante-cinq marcs (plus de onze kilos), avec six et sept calices d'or et d'argent, et plusieurs beaux ornements ».
Les maîtres orfèvres de Quimper ou de Morlaix ont été commandités pour produire ces calices, patènes ou ostensoirs.
- Calice (vers 1620), l'un des plus beaux de la Bretagne. C’est une pièce spectaculaire en argent repoussé et doré. Sa composition à large pied polylobé rappel celui de Saint-Jean-du-Doigt. L’orfèvre a employé un décor innovant italianisant de rosaces feuillagées et de chutes de fruits et un nœud à deux étages composé de niches superposées, qui reçoit les statuettes des douze Apôtres[19]. Ce chef-d’œuvre de maîtrise de la ciselure est signé de l'orfèvre morlaisien François Lapous dont la coupe porte le poinçon[26].
- Patène (XVe), une scène de bénédiction par un évêque occupe le centre de la patène. Un phylactère au-dessus de l’évêque porte l’inscription STUJAN (SAINT TUGEN) et devant lui un homme est agenouillé en donateur sur un fond de végétation[27].
- Un étui en argent de la clef en fer dite de saint Tugen. Argent doré monté sur un pied de calice polylobé, chantourné à accolades, tige à nœuds et à boutons. Il porte le poinçon RB pour René Blanchet, maître orfèvre à Quimper dans les années 1640[28],[19]. Le coffret est une boîte en forme de clé pour recevoir la clef en fer, elle-même enfermée dans un étui en argent en forme de clef. Cette clef, sans panneton, à la forme d’un poinçon de fer, long de quatorze centimètres, finissant par une poignée en forme de double volute rentrante. Elle ressemble à un tau abbatial, ce qui pourrait correspondre, vu son ancienneté, à la tradition qui fait de saint Tugen le deuxième abbé de Daoulas[29].
- Reliquaire en argent : œuvre exécutée ou restaurée (?) vers 1662 par René Blanchet.

## Motifs des sablières et des culots de la voute
Dans maintes églises et chapelles de Bretagne sablières, blochets et culots des voûtes lambrissées s'ornent de motifs variés, qui puisent leur inspiration dans la vie quotidienne ou la vie agricole et s'ornent de figures, de végétaux et d'un bestiaire imaginaires et fantastique . Un certain nombre de blasons et de phylactères y figurent aussi présentés par des anges. Le nombre de ses sculptures n’a pas suscité d'études équivalentes et leur connaissance reste fragmentaire. Pourtant, « les artisans des charpentes participent activement au grand œuvre d'embellissement du lieu de prière ».  À Saint-Tugen ces ornements sont particulièrement présents et peuvent être attribués, suivant les époques, à différents sculpteurs dont on retrouve le style dans d’autres sanctuaires du Finistère : Pont-Croix, Plomodiern, Plonévez-du-Faou ou encore Combrit. Des traits récurrents les identifient : position des têtes, forme des visages, boucles des cheveux rassemblées en mèches ou échevelées. Les techniques employées vont du bas-relief, peu représenté, à la ronde-bosse en passant par le demi-relief et ils portent encore des traces de polychromie blanche sur fond bleu.
Quelques motifs sont remarquables, disposés à la base des vingt-quatre nervures de la nef, comme la barque et ses trois pêcheurs au bas de la quatrième nervure à partir du chevet que l’on peut aussi voir à Pont-Croix ou à Cléden-Cap-Sizun ; ou ces masques humains, crachant des feuilles de choux, de la nervure neuf et quatre ; à la base de la nervure neuf c’est une figure d’homme barbu mi-homme mi-lion, dont les cheveux sont traités comme la crinière du lion de la nervure dix ; la nervure dix-huit présente une femme échevelée qui ressemble à une figure de gorgone. À la nervure seize c’est un visage joufflu entouré d’un linge aux multiples plis et aux yeux scrutateurs qui semble sortir de son linge pour épier la nef de la chapelle. Un autre motif couramment employé est celui de l’acrobate que l’on voit par deux fois aux abouts de poinçon de la nef. Ils sont en renversement postérieur et l’un d'eux montre avec ostentation son ventre et le bombement de sa braguette.    
Aux clefs de voûte, une série d'écussons rappellent les familles prééminencières du sanctuaire :  trois roses pour les Keridiern, trois fleurs de lys pour les Saluden, une croix mi-parti pour les du Menez avec une macle et une demi macle, deux écussons identiques, des triangles pour les Autret et la croix des du Ménez (cf le chapitre 7.5 les armoiries).

## Les inscriptions

### Les inscriptions lapidaires
- À L'extérieures dans le bras sud du transept figurent deux inscriptions : la première H. H. IEAN. BRENEOL. FB. 1760.  Honorable. Homme. Jean. Breneol.. Fabricien. 1760. Un Jean BRENEOL, né à Kervrant et mort à Primelin, aurait vécu de 1715 à 1780. Et la seconde H. YVEDS. FOLLIC. FABRIQ. 1750.
- À l'extérieures de bras nord du transept deux autres inscriptions sont visibles : D / MEROR FABRIC : 1611. D / Merour Fabricien : 1611. Un Daniel LE MEROUR, est né vers 1625 et mort à Saint-Tugen en 1672. Et  LAN 1611 F : MOAL : F. L'an 1611 F : Moal : Fabricien. Un François LE MOAL attesté à Plimelin entre 1597 et 1662.

- Au mur extérieur de la sacristie on peut voir I : BRECHONET : F. Yan : Brechonnet : Fabricien. il s’agirait de Jean BREHONNET ou BREC’HONNET, le « h « ou le « c’h » se prononçant tous les deux comme un « r » dur (similaire à la jota espagnole). Il étatit cultivateur demeurant à Kerhas-Izella, né vers 1676 à Primelin et mort en 1740.

- Sur la porte de la pièce nord de la tour H : C : R : 1595. Henri : Capiten : Recteur : 1595. Il existe plusieurs patronyme CAPITEN à Primelin entre 1597 et 1628 dont le prénom est Henri. Un recteur Henry Capiten fut recteur de Penmarc’h en 1591. En dessous : M : SISOV : 1593.

### Les inscriptions peintes
- Des inscriptions sont peintes sur le baptistères, les retables. Elles indiquent les commanditaires et l'année de leur réalisation. On peut voir sur le baptistère, clôture coté extérieur F. EN. 1705. D.T.D. YVES. POVLHASAN. F.qve. Fait. En. 1705. Du temps de. Yves. Poulhasan. Fabrique. Et sur le côté extérieur nord, sous le tableau du baptême M.re : I. GLOAGUEN C.re DE .PRIMELEN EN. 1705 / BAPTIS. CET ENF.t NAY depuis un MOMENt. Messire I. Gloaguen curé de Primelin en 1705 / Baptise cet enfant né depuis un moment. Dans le tableau de la Confirmation est inscrit MRE: IAN PERENNS : Rr / HERVE : PLOINEC : F : LAN : 1679. Messire : Jean Pérennès : Recteur / Hervé Ploinec : fabricien : l'an : 1679. C’est le même Sire Jean Pérennes qui a inscrit son nom en 1672 en la chapelle de Saint-Théodore en Primelin. Il fut doyen du Cap Sizun où son titre est attesté sur un document des archives départementales.
- Devant le retable du Rosaire, sur la porte de la balustrade, une inscription marque la date de création du retable et le nom de celui qui en aura la charge HENRI : LE : GALLIC. - FVT.FA : DV : S.T : R : LAN : 1652. Henri : Le : Gallic. – Fut. Fabricien : Saint. Tugen : Rosaire : l’an : 1652. La confrérie du Rosaire est installée le 24 aout 1649 par le révérend père Gilles Binet, docteur en théologie et prieur des Dominicains de Quimperlé. Le retable est érigé et le fabricien Henri Le Gallic est nommé pour en assurer l’entretien.

- Sur les lambris IAN : BITAR : 1709 : F. Yan : Bitar : 1709 : Fabricien, et sur Lambris au-dessus de l’autel du rosaire F : D : T : DE SIMON DAGORN. MAIRE 1810. Fait : Du : Temps. De Simon Dagorn. Maire 1810.

### Les marques lapidaires
À Saint-Tugen, des marques identitaires sont visibles dans la partie ouest de l'édifice. Ces symboles de formes géométriques simples ou élaborés, de différentes tailles, sont repérables soit au ras du sol, soit en hauteur. Difficilement visibles, seule une lumière rasante peut les révéler. Nous proposons ci-dessous trois exemples de ces marques.
- Première inscription :  pierre d’angle tourelle d’escalier Nord, palier d’accès du 1er étage du clocher

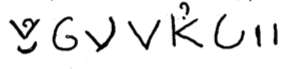
1. Tourelle d’escalier Nord

- Deuxième inscription : pan Nord-Ouest chambre des cloches, à gauche de l’oculus

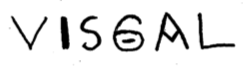
2. Chambre des cloches

- Troisième inscription : même endroit au-dessus de l’oculus (dernière assise)

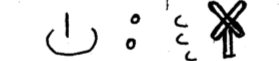
3. Chambre des cloches, au-dessus de l’oculus

## Fontaine
À quelques mètres de l'enclos, un édicule en pierres de taille du XVIe siècle présentant une ouverture en anse de panier moulurée et une voûte profonde, marque l'emplacement de la fontaine de dévotion. Elle abrite une petite statue de saint Tugen, attribuée au maître de Plougastel. En accord avec les vertus thaumaturgiques de saint Tugen, on lui attribue le pouvoir de prévenir de la rage et, par extension, de guérir de la rage de dents. La rage était surnommée le « mal de Saint-Tujan ».
Les croyances liées à cette fontaine, en fait une ordalie, ont été décrites en détail dans un article publié en 1940.

## Plan
Légende du plan no 2.

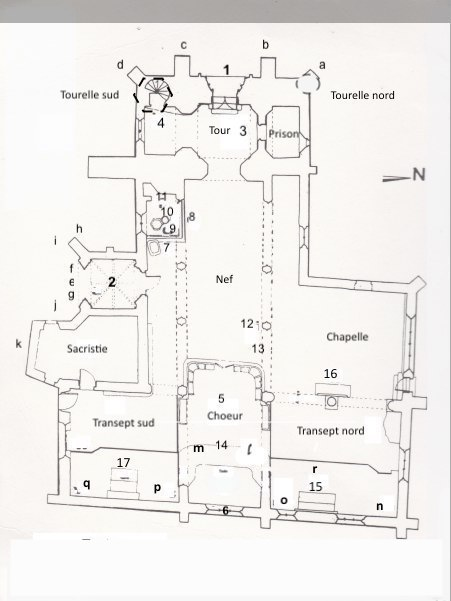
Plan n°2 : Emplacement des sculptures et du mobilier. Plan de M.G. Lefevre dans Saint Tugen de Roger Moullec.

(1) Portail occidental ; (2) Portail méridional ; (3) Porte de la secraiterie puis de la prison où étaient enfermés les victimes de la rage ; (4) porte de l’escalier de la tour méridionale ; (5) Chœur et table de communion ; (6) Chevet ; (7) Fonts baptismaux, peinture du mariage ; (8) Fonts baptismaux, peinture du baptême ; (9) Fonts baptismaux, peinture de la confession ; (10) Fonts baptismaux, peinture de la confirmation ; (11) Cheminée ; (12) Catafalque ; (14) Retable du maître autel ; (15) retable du rosaire ; (16) Retable de sainte Barbe ; (17) Retable de la Vierge.

Sculptures : (a) Mathieu ; (b) Marc ; (c) Luc ; (d) Jean ; (e) Saint Tugen ; (f) Mathias ;(g) Mathieu ; (h) Barthélemy ; (i) Un apôtre ; (j) Jean ; (k) Jude ; (l) Saint Michel ; (m) Saint Tugen ; (n) Saint Corentin ; (o) Saint Nicolas bénissant ; (p) Saint Christophe ; (q) Saint Jean discalceat ; (r) Ex-votos.

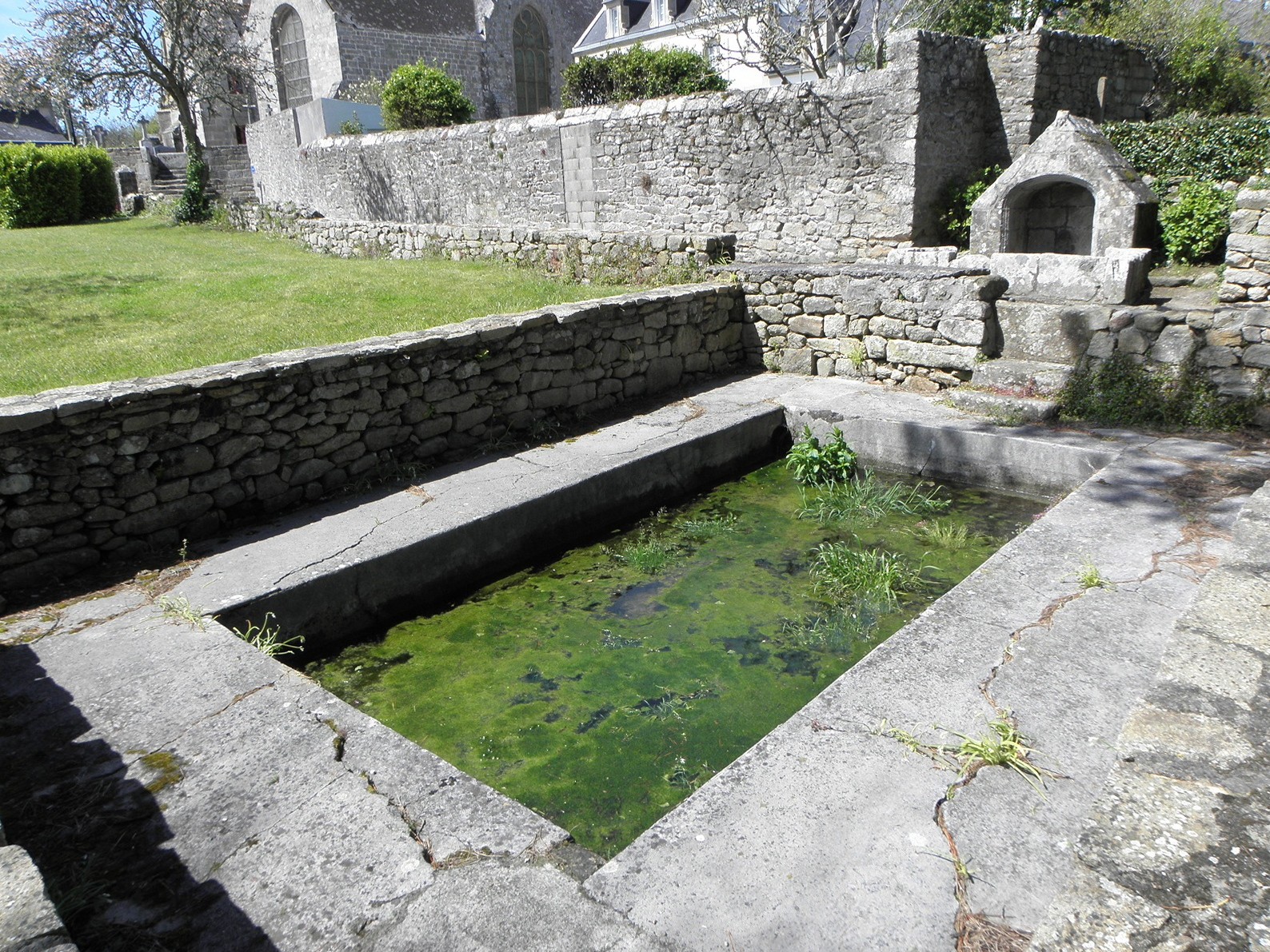
Fontaine
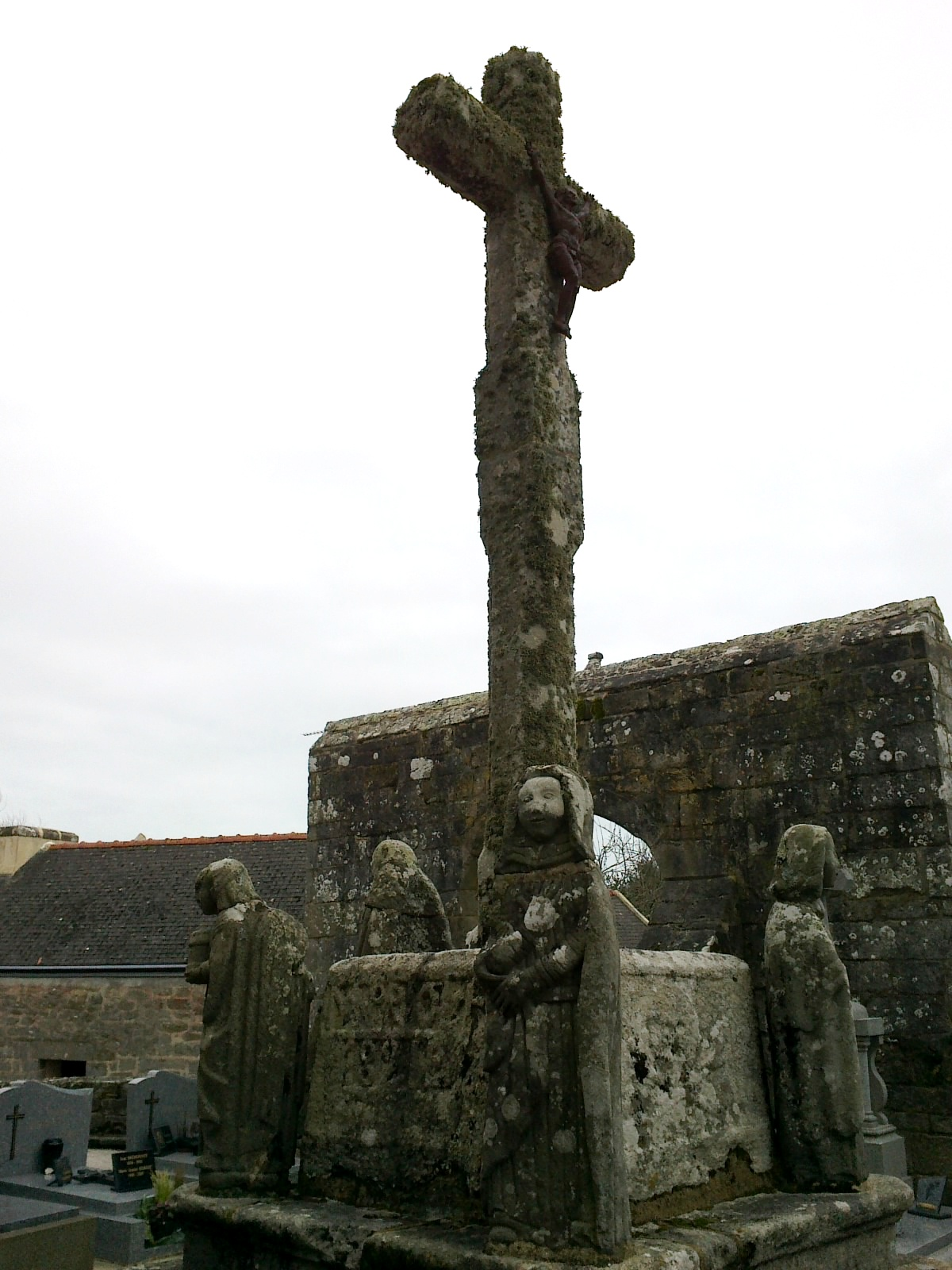
Calvaire
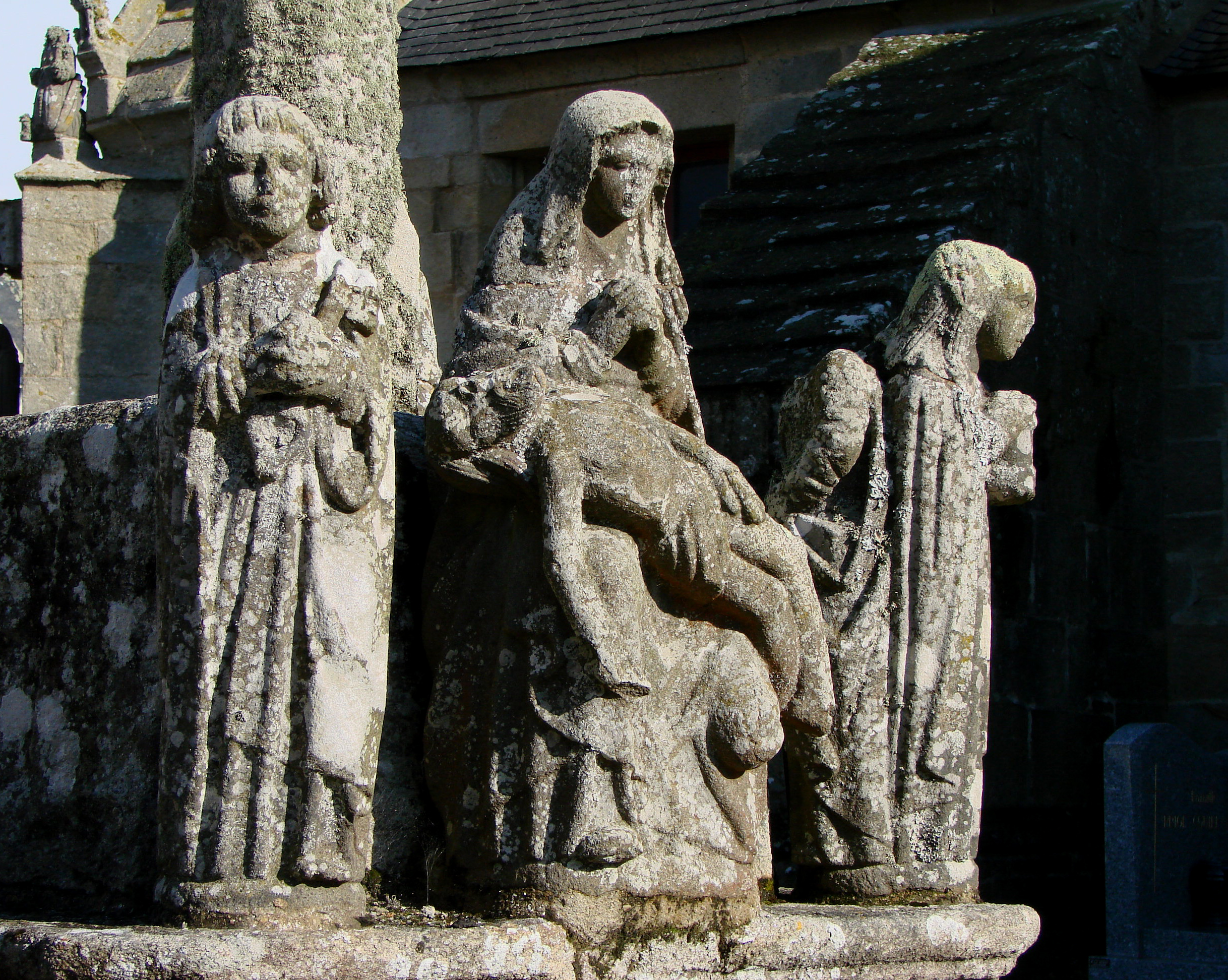
Détail du calvaire : la Descente de Croix.

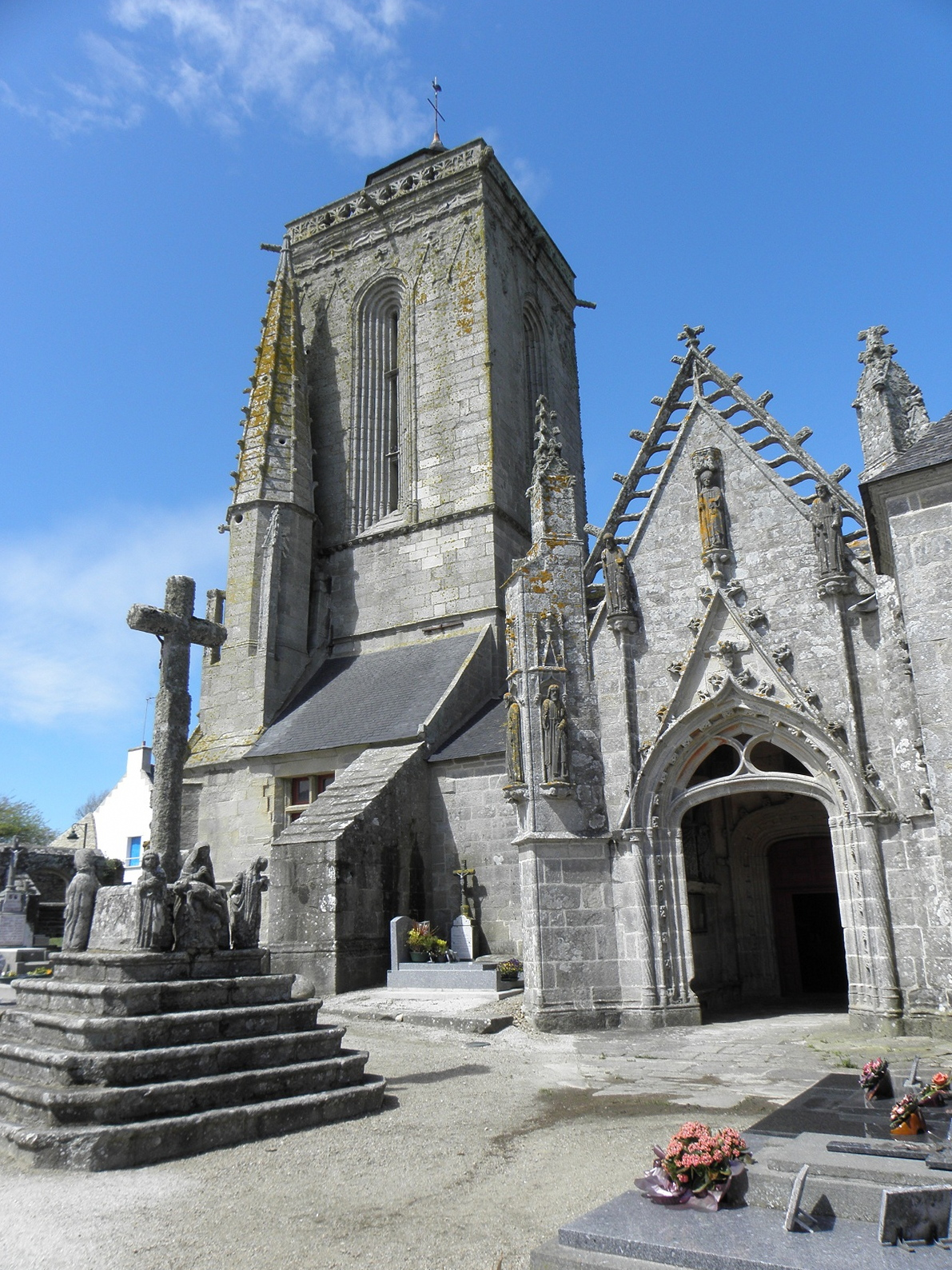
Vue de la porte sud, avec au premier plan à gauche le calvaire.

## Culture
Le pardon de saint Tugen a lieu le dimanche précédant la fête de saint Jean le 24 juin.
Le peintre Oscar Chauvaux, qui fut conservateur du musée de Locronan, a représenté la chapelle Saint-Tugen ; la toile se trouve au musée du Faouët[réf. souhaitée].